# ساندرا زيلز
ساندرا زيلز هي عالمة كمبيوتر كندية، تشغل حاليًا كرسي أبحاث في كندا بجامعة ريجينا . يشمل مجال أبحاثها «التعلم الآلي» بشكل خاص ونظرية التعلم الحسابي بشكل عام.